# 日本民謡大賞
日本民謡大賞（にほんみんようたいしょう）は、1978年から1992年まで毎年10月に日本テレビ系列で放映された特別番組。
正式名称は「輝け！第○○回 日本民謡大賞」。毎回生放送であった。
バブル経済の崩壊によりメインスポンサーであった三菱自動車が降板したこともあり、第15回をもって終了した。

## 大会の特徴
- 日本民謡協会、日本郷土民謡協会など、民謡愛好家の全国組織による大規模な全国大会はあるが、それらをはじめレコード会社所属のプロ歌手も出場可能とするなど一切の所属を問わない大会であり、現存する「日本民謡フェスティバル」「日本民謡ヤングフェスティバル」と並ぶ民謡界最大の権威のあるコンクールであった。
- 土曜日のゴールデンタイムに日本武道館から2時間の生放送という素人参加番組としては異例の規模であった。
- テレビ番組として製作されていたため、出場者とそれに随伴する伴奏者の交通宿泊費も一切日本テレビが負担していた。
- 年齢問わず、この大会の上位入賞者はプロ歌手への道が開かれることも多かった。藤あや子、香西かおりも出場経験がある。
- 本大会ではオープニングでは花笠音頭（山形県）、エンディングではよさこい鳴子踊り（高知県）が歌われていた。
- 一貫してステレオ放送であった。なお開始初回はまだステレオ放送が始まった時期であり、特別番組とはいえステレオ放送は珍しかった。
- また本大会の模様を収録した実況録音盤もキングレコードやバップから発売されていたこともあった。

## 大会の成り立ち
まず都道府県単位に分かれ予選を行なう（県内でさらに細分された予選会を開催する都道府県もあったほか、関東地区においてはNNSオブザーバー局（独立UHF4局）も予選の主催局であった）。
その後、日本テレビ系列各局が主催するブロック別予選会（例：関東大会は関東地方＋甲信越静）が開かれる。
このブロック別の予選が行なわれるのは概ね春から夏にかけて行われ、その後10月に武道館で本大会が開催される。

## 本大会
本大会は毎回土曜日夜（一貫して土曜19:00 - 20:54）の生放送だったため、前日金曜日に同じ会場で最終予選会が行なわれた。
最終予選は各地の系列局の入賞者が東日本、西日本の地区ごとに分かれて楽曲を披露し、それぞれの上位5人ずつが翌日開催される本大会に駒を進める。そして本大会当日、番組冒頭で司会者により東日本地区5名、西日本地区5名の決勝進出者が発表されて、改めて楽曲を披露。そして東西各代表1名が最終決戦に進出。ゲストのプロ民謡歌手によるアトラクションや、審査員特別賞、NNS特別賞の発表、前年度大賞受賞者のゲスト出演を経て、最終決戦を行う。
東代表、西代表の順で最終決戦に臨み、審査員1名ずつに司会者が直接東西どちらの代表を支持するかマイクを向け、審査員は「東」「西」と口頭で発表しながら、机上にあるスイッチを押して紅白（赤が東、白が西）の電照ボックスを点灯させる。そのスイッチは舞台上に掲げられた電照板に接続されており、観客やカメラにも一目でわかるように表示されていた。審査員は毎回9名だったため、引き分けはなかった。
2名により最終決戦が行なわれるため、自動的に敗者は準優勝が決定する。

## 賞品
- 日本民謡大賞には内閣総理大臣賞を贈呈。
- 最終決戦進出者には三菱自動車より車が贈呈されていた。

## 出場資格
- 個人・団体など所属を問わない
- レコード会社所属のプロ歌手も出場可能
- 民謡教室主宰などの指導者も出場可能

## 本大会の開催日と放送枠
『土曜スペシャル』は『土SP』、『土曜トップスペシャル』は『土TSP』、『土曜スーパースペシャル』は『土SSP』と、それぞれ略記。なお『土SP』と『土TSP』の放送枠は、通常は土曜19:30 - 20:54（プロ野球中継は19:00 - 20:54。また『土SSP』は19:00 - 20:54）だが、当番組は19:00 - 20:54の拡大版で放送された。
| 回 | 放送年月日     | 放送枠   |
| -- | -------------- | -------- |
| 1  | 1978年10月7日  | （なし） |
| 2  | 1979年10月27日 | 土SP     |
| 3  | 1980年10月4日  | （なし） |
| 4  | 1981年10月3日  | （なし） |
| 5  | 1982年10月2日  | 土TSP    |
| 6  | 1983年10月15日 | 土TSP    |
| 7  | 1984年10月6日  | 土TSP    |
| 8  | 1985年10月12日 | （なし） |
| 9  | 1986年10月18日 | （なし） |
| 10 | 1987年10月24日 | （なし） |
| 11 | 1988年10月22日 | 土SSP    |
| 12 | 1989年10月21日 | （なし） |
| 13 | 1990年10月20日 | （なし） |
| 14 | 1991年10月19日 | （なし） |
| 15 | 1992年10月17日 | （なし） |

## 司会
- 徳光和夫（当時：日本テレビアナウンサー）
- 石川牧子（同上）
- 小倉淳（同上）
- 菅家ゆかり（同上）
- 福留功男（同上）
- 沢田亜矢子
- 水前寺清子
- 愛川欽也
- 榊原郁恵
- 高島忠夫

## 審査員
- 斉藤京子
- 三橋美智也
- 藤本琇丈
- 三隅治雄
- 柴田耕頴
- 佐藤松子
- 仲井幸二郎
- 小島美子
- 町田嘉章

## 演奏
- 高橋達也と東京ユニオン（指揮：高橋達也）
- ガッシュアウト

## 歴代大賞受賞者
- 小野花子（第1回）
- 築地俊造（第2回）
- 松木富視雄（第3回）
- 平山清司（第4回）
- 新地美津子（第5回）
- 渡部昭吾（第6回）
- 高橋節子（第10回）
- 後藤清子（第11回）
- 当原ミツヨ（第12回）
- 中野律紀（第13回）[1]
- 漆原栄美子（第14回）
- 岡田光夫（第15回）